# Jupiter Island

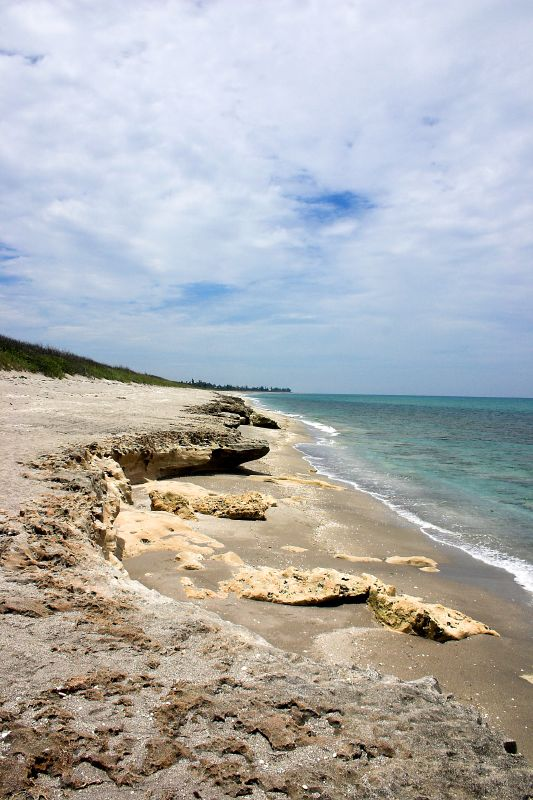
Jupiter Island

Jupiter Island ist eine Barriereinsel an der Ostküste des US-Bundesstaates Florida im Atlantischen Ozean.

## Geographie
Jupiter Island erstreckt sich von Nord nach Süd auf etwa 30 km Länge und ist dabei nur selten mehr als einen Kilometer breit. Der größte, nördliche Teil gehört zum Martin County, während der im Süden angrenzende kleinere Teil zum Palm Beach County gehört.
Die Insel ist Teil der Kommunen Jupiter Inlet Colony und Tequesta (Palm Beach) sowie der gleichnamigen Stadt Jupiter Island (Martin).
Über fast ihre gesamte Länge führt die County Road 707, die über zwei Brücken im Norden und Süden jeweils über den Intracoastal Waterway auf das Festland führt.